# Maxence Flachez
Maxence Flachez (Grenoble, 5 agosto 1972) è un allenatore di calcio ed ex calciatore francese di ruolo difensore.

## Caratteristiche tecniche
Era un difensore centrale.

## Palmarès

### Giocatore
- Coppa di Lega francese: 1

Sochaux: 2003-2004
- Ligue 2: 2

Sochaux: 2000-2001
Valenciennes: 2005-2006